# Vyškovce nad Ipľom
Vyškovce nad Ipľom – wieś (obec) na Słowacji położona w kraju nitrzańskim, w powiecie Levice. Pierwsze wzmianki o miejscowości pochodzą z roku 1256. 
Według danych z dnia 31 grudnia 2012, wieś zamieszkiwało 670 osób, w tym 325 kobiet i 345 mężczyzn.
W 2001 roku rozkład populacji względem narodowości i przynależności etnicznej wyglądał następująco:
- Słowacy – 19,18%
- Czesi – 0,43%
- Romowie – 0,85%
- Węgrzy – 79,4%

Ze względu na wyznawaną religię struktura mieszkańców kształtowała się w 2001 roku następująco:
- Katolicy rzymscy – 96,02%
- Ewangelicy – 0,43%
- Ateiści – 1,56%
- Nie podano – 0,14%